# أمير سوتو
أمير سوتو (بالإسبانية: Amir Soto)‏ هو لاعب كرة قدم بنمي، ولد في 4 نوفمبر 1997 في مدينة بنما في بنما.